# Pioneer Corporation
Pioneer Corporation (パイオニア 株式会社, Paeonia Kabushiki-Kaisha) is een internationaal Japans bedrijf dat consumentenelektronica produceert. Het werd in 1938 opgericht door Nozomu Matsumoto in Tokio in eerste instantie als radioreparateur.

## Activiteiten
De belangrijkste activiteit van Pioneer betreft de ontwikkeling en productie van elektronica voor voertuigen. Dit betreft vooral autoradio's, luidsprekers en navigatieapparatuur. Dit maakt ongeveer driekwart van de totale omzet van het bedrijf uit. Elektronica voor het huis vertegenwoordigt ongeveer een kwart van de omzet en bestaat uit audioapparatuur, dvd- en blu-rayspelers en apparatuur voor diskjockey's.
Op de thuismarkt Japan wordt twee vijfde van de omzet gerealiseerd en Noord-Amerika heeft een omzetaandeel van 20%. Jaarlijks wordt ongeveer 7% van de omzet besteed aan R&D. Bij het bedrijf werkten in 2015 zo'n 19.000 medewerkers.